# كوبا سنترو أمريكانا 2014
كوبا سينتروأمريكانا 2014 (بالإنجليزية: 2014 Copa Centroamericana)‏ هو الموسم 13 من  كأس أمريكا الوسطى. الذي يشرف على تنظيمه اتحاد أمريكا الوسطى لكرة القدم، وكان عدد الأندية المشاركة فيه  7، وفاز فيه منتخب كوستاريكا لكرة القدم. فاز بجائزة أفضل هداف في الدوري ماركو بابا، بإجمالي 4 هدف

## نتائج الموسم
| المركز | فريق                       | لعب | ف | ت | خ | له | عليه | ف.أ | نقاط | ملاحظة |
| ------ | -------------------------- | --- | - | - | - | -- | ---- | --- | ---- | ------ |
| 1      | منتخب كوستاريكا لكرة القدم |     |   |   |   |    |      |     |      |        |
| 2      | منتخب غواتيمالا لكرة القدم |     |   |   |   |    |      |     |      |        |
| 3      | منتخب بنما لكرة القدم      |     |   |   |   |    |      |     |      |        |
| 4      | منتخب السلفادور لكرة القدم |     |   |   |   |    |      |     |      |        |